# Beverly Hills Vamp
Ne doit pas être confondu avec Erotic Vampires of Beverly Hills.
Pour plus de détails, voir Fiche technique et Distribution.
Beverly Hills Vamp est un film américain réalisé par Fred Olen Ray, sorti en 1989. Il met en vedettes dans les rôles principaux Eddie Deezen, Britt Ekland et Jay Richardson.

## Synopsis
Trois nerds, Kyle (Eddie Deezen), Brock (Tim Conway Jr.) et Russell (Tom Shell), veulent faire un film, alors ils apportent leur scénario à l’oncle de Brock, Aaron Pendleton (Jay Richardson), un réalisateur « célèbre » à Hollywood. Pendant que l’oncle Aaron lit le scénario, les garçons font un peu de tourisme. Le premier arrêt est un service de call-girls à Beverly Hills où ils rencontrent Madame Cassandra (Britt Ekland) et ses filles : Jessica (Debra Lamb), Claudia (Jillian Kesner) et Kristina (Michelle Bauer), qui sont toutes des vampires. Kyle, essayant d’être fidèle à sa petite amie Molly (Brigitte Burdine), quitte le bordel. Lorsque ni Brock ni Russell ne rentrent chez eux ce soir-là, Kyle retourne au bordel pour constater que personne ne se souvient de ses amis. Kyle va à la police, mais ils lui conseillent d’attendre que ses amis reviennent. Devenu inquiet, Kyle appelle Molly qui prend le prochain vol pour Hollywood. Alors que Jyle explique la disparition de ses amis à l’oncle Aaron, Brock se présente, l’air pâle et moite, et avec deux morsures au cou. Sûr qu’ils ont affaire à des vampires, Kyle obtient des conseils (et des accessoires) du père Ferraro (Robert Quarry), et Kyle détruit les vampires un par un... sauf Brock et Molly.

## Distribution
- Eddie Deezen : Kyle Carpenter
- Britt Ekland : Madame Cassandra
- Tom Shell : Russell
- Tim Conway Jr. : Brock Pendleton
- Michelle Bauer : Kristina
- Jillian Kesner : Claudia
- Debra Lamb : Jessica
- John Henry Richardson : Aaron Pendleton
- Brigitte Burdine : Molly
- Robert Quarry : le Père Ferraro
- Ralph Lucas : Balthazar
- Caryle Waldman : la femme de ménage
- Dawn Wildsmith : Sherry Santa Monica
- Tony Lorea : Sergent Kelton
- Susan Olar : infirmière
- Greta Gibson : Screen Test Starlet
- Steve Barkett : Policier #1
- Bob Eggbert : Policier #2[3].

## Réception critique
Un critique de The Age a donné à Beverly Hills Vamp une critique mitigée, comparant Deezen à Jerry Lewis et faisant remarquer que le film a réussi à être « divertissant quoique de mauvais goût ». Jerry D. Metz Jr a noté que le film n’adhérait pas aux tropes typiques du slasher, car le personnage de Deezen a choisi de rester fidèle à sa petite amie quand lui et ses amis vont dans un bordel, plutôt que de se laisser aller.
Nick Prueher du Found Footage Festival a posté la bande-annonce sur le site web du Festival, écrivant que les bandes-annonces de Vidmark « étaient toujours meilleures que le film que vous êtes sur le point de regarder ».
Beverly Hills Vamp recueille un score d’audience de 22% sur Rotten Tomatoes.